# Desterrados: crónicas del desarraigo
Desterrados, crónicas del desarraigo  es un compendio de ocho crónicas del escritor y sociólogo colombiano Alfredo Molano Bravo. Ha sido editado en varias ocasiones, pero la primera edición fue publicada en 2001 por la editorial Áncora Editores, en el 2013 se reeditó en la colección de Punto de Lectura y en 2016 por DeBolsillo.

## Composición
El libro se compone de 8 capítulos o crónicas: Desde el exilio, La derrota, Ángela, Los silencios, El barco turco, El jardín, Osiris y Nubia la catira. Algunas de las crónicas se titulan con el nombre del personaje principal. En cada una de ellas se narra la historia de personas desterradas o desplazadas de sus territorios originales, principalmente campesinos amenazados por los paramilitares.

## Argumento
este libro Narra la violencia que han sufrido los campesinos colombianos por la culpa de los paramilitares colombianos . por desterrarlos de sus tierras 

### Desde el Exilio
Esta crónica narra la historia del exilio del escritor en Barcelona. Alfredo Molano fue amenazado por grupos al margen de la ley debido a su labor periodística y sus investigaciones, las cuales dieron como resultado los relatos de éste y los otros libros escritos por él. El texto da entrada a las demás crónicas y organiza el resto de los relatos.
Decidí escribir este libro cuando abrí la puerta del piso al que llegué en Barcelona una tarde triste y oscura de febrero, hace cerca de tres años. El silencio me golpeó la cara, y el vacío –lo confieso– hizo vacilar mis convicciones. Atrás quedaban los pronunciamientos con que enfrenté, ante mis lectores y ante mis hijos y mi gente, las amenazas de muerte firmadas por los paramilitares, amenazas que no fueron las únicas ni las más peligrosas
Es el autor y al mismo tiempo narrador quien hace de la escritura y del silencio figuras símbolos y metáforas del destierro.  Las crónicas que presenta en los demás textos forman parte de las investigaciones que el autor realizó en diferentes ciudades y pueblos de Colombia. Las crónicas son relatos reales de diferentes personas acerca de sus vivencias en el conflicto armado que vive el país.

### La derrota
El texto narra la historia de cuatro personajes víctimas de la violencia en la costa pacífica, específicamente en La Boca del Cajambre. La crónica relata la historia de María José y su nuevo compañero Ramón que vivían cerca a los manglares, al igual que Diego, un hombre mayor que conocía y vivía en el lugar desde muchos años atrás y Aníbal un forastero que también luego de jubilarse se radica allí. Los cuatro desarrollan una relación de cercanía y viven una vida tranquila, la pareja entre labores de pesca y siestas a la orilla del mar y los ancianos entre jugadas de ajedrez.
Los personajes de ésta crónica representan la indiferencia. María José, el personaje principal, se queda sola buscando quien le ayude a sepultar el cadáver del jubilado asesinado. Esta crónica además muestra dos tipos de personajes diferentes, los espectadores de la violencia y las víctimas, y entre ambos no hay un efecto de reconocimiento.

### La historia de Ángela
El texto narra la historia de Ángela, la hija mayor de la familia luego de la muerte de la primera de las hijas. Ella vivía junto a sus dos hermanos y sus padres en Nechí, un municipio del Bajo Cauca. La crónica relata es desplazamiento de la familia a la ciudad de Bogotá y sus causas. En su pueblo Ángela caminaba descalza y nunca tuvo que ponerse nada para protegerse los pies incluso aun cuando se lastimaba.
En Nechí nunca usé zapatos y andaba a pie limpio como mis hermanos, mis primos y casi todo el pueblo. No los necesitábamos, porque allá lo que nos es arena es barro; ni siquiera los necesité una vez que me salieron vejigas y los pies se me pusieron blanditos. Allá me gustaba andar a pie pelado por el barrio y nunca me enfermé, como dicen que uno se enferma por no usar zapatos.
En el texto el estado de vida de la niña era ideal y vivía feliz con los amigos y familiares, jugaba en el barro cuando llovía; iba al río cuando no tenía clase, algo que pasaba muy a menudo porque la profesora de la escuela se negaba a trabajar sin paga; pescaba con su abuelo o su papá y era ella quien estrenaba la ropa, a diferencia de su hermana y su hermano, a quien también vestían con la ropa que ella le heredaba. Ángela gozaba de su vida en el pueblo, su mamá se dedicaba a cuidarlos, mientras su papá buscaba el dinero para terminar de construir la casa en el solar que había comprado. Allí nació su hermana menor. El trabajo de transportador en el río y la venta de helados no le daban mucha ganancia, pero él, su esposa y sus tres hijos siempre tenían para comer porque en su propio patio tenían un sembradío de frutas y verduras que les alcanzaba incluso para vender. En la crónica, cambia la vida de los personajes cuando los cuerpos empezaron a bajar por el río y ya no pudieron ir como antes a fresquiar los pies y luego de que los personajes se tropezaran hombres armados.
Una vez que estábamos con mi papá haciendo un viaje de madera por Nechí, unos señores nos llamaron desde la orilla; llevaban uniformes como los de la policía, pero no eran policías porque no cargaban palo colgado a la cintura, sino escopetas grandes. Eran varios y mi papá arrimó a ver qué querían. Le dijeron que hiciera el favor de pasarlos al otro lado del río. Les hicimos el cruce porque, como dijo mi viejo, con gente de armas la cosa no es de favores sino de obligaciones.
Al finalizar el texto, el padre del personaje principal también es amenazado de muerte y tuvo que irse, dejarlos allá en Nechí y viajar hacia Bogotá. Después todos viajan, se radican junto al padre y se enfrentan a la inseguridad de una ciudad desconocida para ellos. Por lo que, la crónica relata el destierro de todos los personajes.
Los silencios....
Este cuento comienza su debido desarrollo en Pinillos, un municipio ubicado en el departamento de Bolívar, en la Isla de Santa Bárbara en la extensa región conocida como depresión momposina. Es la historia de un sobreviviente de los conflictos que se presentaron en la zona bananera a partir de los años 70 y de su esposa, La Mona.
En el texto, el personaje principal relata cómo su padre había levantado dos veces una finca para él y sus hermanos. En la primera ocasión el estado le compró las tierras a un precio que no lograba compensar lo vendido. En la segunda ocasión compró unas tierras difíciles para la siembra y terminó por venderla. Finalmente compró una tierra más pequeña y se dedicó a la siembra de marihuana. El hermano mayor fue asesinado por dos sujetos contratados por los mismos compradores para recuperar el dinero que habían pagado. Esta muerte cambió el carácter del papá y llevó a la madre a la separación. 
El protagonista del relato había trabajado en las fincas bananeras. En las fincas que trabajó el personaje fueron asesinados dos de sus compañeros que participaron en las huelgas. Cuando regresó a su lugar de origen encontró a la Mona hecha una mujer, se enamoró y siguió las indicaciones de su suegro para poder casarse con ella. Cultivó su propia tierra y construyó una casa para poder vivir. Al finalizar el relato los personajes se enfrentan al paramilitarismo y la muerte de los campesinos a causa del conflicto armado en Colombia
La crónica se titula "Los silencios" porque a través de la historia de los asesinatos relatados por el personaje principal se cuenta cómo la llegada de los paramilitares a la zona rural reprodujo el miedo entre los campesinos que al mismo tiempo propagaba el silencio. 
Fue el comienzo. Los paracos se retiraron para los lados de la Loba, mientras la policía levantaba los cadáveres de las catorce víctimas del dedo de Levis. Los helicópteros de la brigada no regresaron ese día. En el pueblo todo era desconcierto y miedo, un miedo enmudece y que no deja mirar a los ojos, que no deja hablar.

### El barco turco
La crónica relata la historia de un joven desde su etapa infantil. El texto cuenta la historia desde dos personas diferentes: la voz del médico que encuentra a Toño, el personaje principal, y que quería adoptarlo y la voz de Toño. 
Toño cuenta su relato desde el momento en que se encontraba en los cultivos de arroz como un niño que hacia trompos y veía los barcos que pasaban por el Río Atrato. Durante el día Toño se entretenía con las historias de su tío Anselmo. Tiempo después llegaron los grupos armados y empezaron a suceder asesinatos ligados al cultivo y tráfico de coca. En los ataques la mayoría de los pobladores resultaba muertos y los que sobrevivían buscaban una salida hacia el monte. Durante los días siguientes los cuerpos de los muertos eran arrojados al río y flotaban hasta la orilla, sin embargo, los sobrevivientes no podían enterrarlos porque de hacerlos tendían la misma suerte, según el relato de Toño. 
El personaje principal también navega por el Río y llega a la ciudad, se dirige donde una de sus familiares, pero pronto se ve desplazado y resulta como un habitante de calle joven en Mandela, Cartagena. Finalmente, la historia cuenta como, a pesar de que existe una persona que quiere adoptarlo, no puede hacerlo por la inoperancia del sistema de bienestar familiar colombiano. 

Yo he pedido en adopción al pelado y he hecho todo el papeleo, pero el Instituto de Bienestar familiar me ha salido con el cuento de que él no es huérfano, porque sus padres no han sido declarados legalmente muertos, ni tampoco desaparecidos, porque nadie ha puesto el denuncio de separación, y que, por lo tanto, hay que esperar un tiempo a ver si alguien lo reclama, o si los padres aparecen y van a buscarlo al Instituto.

### El jardín
La historia empieza en la primera comunión de una niña. En ese momento matan al cura y dice que ella quedó traumada de por vida por lo que vio, ella decía como las Farc desalojaron a su papas de sus tierras y como mataban a la gente sin causas. Y como la gente luchaba para conseguir un trabajo y terminaban trabajando cultivando amapola. Ella dice que gracias a esto le mataron a su esposo.

## Temas centrales

### La violencia
Durante el desarrollo de las crónicas se evidencian diferentes tipos de violencias que se relacionan directamente con el contexto histórico y social de Colombia. Los textos reflejan las muertes violentas en los personajes principales.

### El silencio
Este cuento comienza su debido desarrollo en Pinillos, un municipio ubicado en el departamento de Bolívar, en la Isla de Santa Bárbara en la extensa región conocida como Depresión momposina. Es la historia de un sobreviviente de los conflictos que se presentaron en la zona bananera a partir de los años 70 y de su esposa, La Mona. En el texto el personaje principal relata como su padre había levantado dos veces una finca para él y sus hermanos. En la primera ocasión el estado le compró las tierras a un precio que no lograba compensar lo vendido. En la segunda ocasión compró unas tierras difíciles para la siembra y terminó por venderla. Finalmente compró una tierra más pequeña y se dedicó a la siembra de marihuana. El hermano mayor fue asesinado por dos sujetos contratados por los mismos compradores para recuperar el dinero que habían pagado. Esta muerte cambió el carácter del papá y llevó a la madre a la separación. El protagonista del relato había trabajado en las fincas bananeras. En las fincas que trabajó el personaje fueron asesinados dos de sus compañeros que participaron en las huelgas. Cuando regresó a su lugar de origen encontró a la Mona hecha una mujer, se enamoró y siguió las indicaciones de su suegro para poder casarse con ella. Cultivó su propia tierra y construyó una casa para poder vivir. Al finalizar el relato los personajes se enfrentan al paramilitarismo y la muerte de los campesinos a causa del conflicto armado en Colombia La crónica se titula "Los silencios" porque a través de la historia de los asesinatos relatados por el personaje principal se cuenta cómo la llegada de los paramilitares a la zona rural reprodujo el miedo entre los campesinos que al mismo tiempo propagaba el silencio.
Fue el comienzo. Los paracos se retiraron para los lados de la Loba, mientras la policía levantaba los cadáveres de las catorce víctimas del dedo de Levis. Los helicópteros de la brigada no regresaron ese día. En el pueblo todo era desconcierto y miedo, un miedo que enmudece y que no deja mirar a los ojos, que no deja hablar.
La muerte de los personajes también los relaciona con el silencio. A lo largo de las crónicas el silencio hace parte de su vida cotidiana.

### El miedo
Durante el desarrollo de las crónicas se evidencia que tienen miedo de que les quiten sus tierras y a enfrentarse a los paramilitares.